# Inés Fernández-Ordóñez
Inés Rosa Fernández-Ordóñez Hernández (Madrid, 17 de diciembre de 1961) es una filóloga española y académica de la Real Academia Española.

## Biografía
Inés Fernández-Ordóñez pertenece a una familia de políticos e ingenieros. Es hija de José Antonio Fernández-Ordóñez, ingeniero y presidente del Patronato del Museo del Prado, fallecido en 2000, y sobrina del político Francisco Fernández Ordóñez y del economista Miguel Ángel Fernández Ordóñez. Se formó como filóloga hispánica en la Universidad Autónoma de Madrid, y en diversas universidades europeas (Bielefeld, París, Cambridge).
Como investigadora de lingüística y filología, es especialista en dialectología rural del español, tanto actual como histórica, e interesada especialmente en variación gramatical. Asimismo, fue discípula de Diego Catalán Menéndez-Pidal, lo cual la adscribe a la filología de Ramón Menéndez Pidal y a su escuela. En su discurso de ingreso ofreció una revisión de su teoría de la formación del español, en la que defendía el papel de otros dialectos además del castellano.
Desde 1990 dirige el Corpus Oral y Sonoro del Español (COSER), formado con la colaboración de varias generaciones de alumnos. Dicho corpus recopila más de 700 enclaves rurales peninsulares y 900 horas de grabaciones de la lengua hablada. El corpus, según contaba en una entrevista publicada por la RAE, “surge por una cuestión estrictamente profesional”, al ver que la mayor parte de las fuentes en las clases que impartía de dialectología se dedican al asturiano y al aragonés y pocas al castellano y la variación del léxico rural, y apenas existían estudios de variación gramatical. Por aquel entonces (año 1988), apenas existían fuentes. Fue entonces cuando leyó un artículo de la sociolingüista hispanoamericana Flora Klein Andreu en el que había hecho un estudio contrastando la forma de hablar en Soria y en Valladolid. Pidió una subvención para realizar prácticas cuando se dio cuenta de todo lo que había por investigar y fue en el año 1990 cuando comenzó a grabar. Tras unos años, el Rectorado de la universidad en la que trabajaba lo reconoció como prácticas de campo y así fueron encuestando en un entorno rural y con personas elegidas al azar, nativos y mayores, presuponiendo que hayan tenido menos acceso a la educación para poder acercarse lo máximo posible al habla menos estandarizada y más acercada al ideal lingüístico antiguo. Con esta investigación descubrió que era más fácil entrevistar a mujeres, pues compartían más actividades antiguamente relacionadas con ellas, pero también realizó entrevistas a hombres. Según ella, las mujeres hablan más deprisa, lo que supone un problema a la hora de transcribir las grabaciones. Considera que no presenta ningún problema que haya unidad del idioma, mucho menos que en siglos pasados, y que los dialectos siempre permanecen, no hay convergencia absoluta.
Además, desde su tesis doctoral, también ha hecho ediciones críticas de textos medievales y estudios de textos históricos y cronísticos de la Edad Media, en especial aquellos escritos bajo el patronazgo de Alfonso X de Castilla: Estoria de España y la General estoria (1270-1284), además de investigaciones sobre el surgimiento del leísmo, el laísmo y el loísmo en castellano, que han ayudado a entender mejor cómo se usan los pronombres y cómo identificar varios sistemas pronominales en el norte y centro de la península y, recientemente, el neutro de materia en las variedades peninsulares. Ha sido directora de varias investigaciones doctorales, como las tesis de Enrique Pato, profesor de la Universidad de Montreal, o Javier Rodríguez Molina, de la Universidad Carlos III.
Por añadidura, es catedrática de Lengua Española en la Universidad Autónoma de Madrid (UAM), el 18 de diciembre de 2008 fue elegida para ocupar el sillón 'P' de la Real Academia Española (RAE) en sustitución del fallecido Ángel González, a propuesta de José Antonio Pascual, Margarita Salas y Álvaro Pombo, cuya posesión tomó el 13 de febrero de 2011, tras ser elegida en la tercera ronda de votaciones, siendo la mujer más joven en incorporarse y cuarta mujer académica de la Real Academia Española tras la escritora Ana María Matute, la historiadora Carmen Iglesias y la científica Margarita Salas. Su candidatura fue la única presentada para cubrir la vacante.
Su discurso de ingreso lo dedicó a “La lengua de Castilla y la formación del español”, homenajeando en el comienzo del mismo a su predecesor Ángel González y comentando la lingüística de sus poemas, con el que consiguió llenar el auditorio que ocupaba media hora antes del evento, teniendo este una capacidad para 600 personas. Entre estas personas se encontraban su tío, quien entonces gobernaba el Banco de España, y la entonces[cita requerida] esposa de este, Inés Alberdi, directora ejecutiva del Fondo de las Naciones Unidas para la Mujer. Fue elegida segunda vocal de la Junta de Gobierno de la RAE en enero de 2015 y reelegida en diciembre de 2016. En sus años se codeó con ilustrados de la talla de Gregorio Salvador Caja, Manuel Seco, Arturo Pérez-Reverte, Margarita Salas, Ignacio Bosque, Salvador Gutiérrez Ordóñez o Luis Mateo Díez entre otros muchos.
Respecto a su labor dentro de la RAE, se encarga de tratar aspectos de la historia del español y su articulación con las lenguas romances que lo rodean, además de la recuperación, interpretación y edición crítica de textos antiguos.
En lo tocante al debate acerca del sexismo en el lenguaje, Inés Fernández-Ordóñez es de la opinión de que no puede considerarse que haya sexismo alguno; declaró que el masculino es “el género por defecto no marcado”, refiriéndose a no marcado como extensión no neutra, sino más general en cuanto tiene lugar un conflicto lingüístico, pues el femenino hace referencia a una restricción dentro del grupo general.
Forma parte del Consejo Asesor de varias revistas científicas (Alcanate, Revista de Estudios Alfonsíes, Diálogo de la Lengua, Meridiénnes, entre otras) y en 2014 participó en el proyecto “Cómicos de la lengua”, donde habló sobre el Cantar de mio Cid. El 18 de marzo de 2016 fue partícipe de la sesión plenaria “Español en el mundo. Unidad y diversidad” que se llevó a cabo en Puerto Rico.

## Obras
- La "abbreviatio" en nuestra literatura medieval: reflexiones a la luz de la labor historiográfica alfonsí. (PDF (enlace roto disponible en Internet Archive; véase el historial, la primera versión y la última).). Actas del II Congreso Internacional de Historia de la Lengua Española. Tomo II, Madrid, Pabellón de España, 1992, pp. 631-640.
- Alfonso X el Sabio en la historia del español. Edición digital: Biblioteca Virtual Miguel de Cervantes, 2009
- Las "Estorias" de Alfonso el Sabio. Ediciones Istmo, 1992, (Biblioteca Española de Lingüística y Filología). ISBN 84-7090-264-4: Edición digital: Biblioteca Virtual Miguel de Cervantes, 2009. PDF